# Pinirampus
Pinirampus es un género de peces Siluriformes de agua dulce de la familia de los pimelódidos. Sus 2 especies habitan en aguas templado-cálidas y cálidas de Sudamérica y son denominadas comúnmente motas, barba chatas o patíes.

## Taxonomía
Descripción original
Este género fue descrito originalmente en el año 1858 por el naturalista, médico, anatomista comparativo e ictiólogo holandés Pieter Bleeker, para incluir a su especie tipo (por monotipia): Pimelodus pirinampu (Pinirampus pirinampu), la cual había sido descrita en el año 1829 por el zoólogo alemán Johann Baptist von Spix junto con el ictiólogo suizo Louis Agassiz.
Historia taxonómica
Por mucho tiempo fue tratado como un género monotípico, hasta que en el año 2019 el investigador Steve Grant le transfirió otra especie: Pinirampus argentina, la que hasta ese momento era incluida en el género Megalonema.
Etimología
Etimológicamente, el término Pinirampus se construye con la palabra en latín pinna, que significa ‘aleta’ y tal vez la palabra rampf que en alemán antiguo significa ‘anzuelo’.

## Subdivisión
Este género está integrado por 2 especies:
- Pinirampus argentina (MacDonagh, 1938)[9]
- Pinirampus pirinampu (Spix & Agassiz, 1829)[5]

## Características
Son peces de color plateado azulino con tonos verdosos, más grisáceos en lo superior y blancuzcos en lo inferior. Presentan en derredor de su boca varias barbillas, largos apéndices táctiles que les facilitan la localización de sus presas durante la noche o en aguas con altas cargas de limo en suspensión. La aleta adiposa es de base muy ancha, ocupando buena parte del espacio corporal comprendido entre la base posterior de la aleta dorsal y la base superior de la aleta caudal.
La especie que alcanza mayor longitud (Pinirampus pirinampu) alcanza los 120 cm de largo estándar, publicándose pesos de hasta 7,68 kg.

## Distribución y hábitat
Sus especies habitan en ríos de aguas subtropicales o tropicales en el norte y centro de Sudamérica, en las hoyas hidrográficas del Amazonas, Esequibo, Orinoco y del Plata.